# توپ طلای ۱۹۸۳

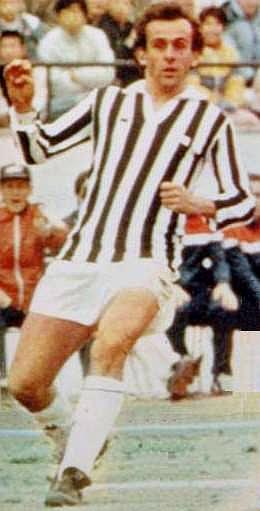
میشل پلاتینی برنده توپ طلای ۱۹۸۳

توپ طلای ۱۹۸۳ (فرانسوی: 1983 Ballon d'Or‎) ۲۸مین رویداد سالیانهٔ توپ طلا بود که از سوی مجلهٔ فرانس فوتبال به بهترین بازیکن فوتبال در سال ۱۹۸۳ اعطا گردید که در این سال، میشل پلاتینی برندهٔ توپ طلا شد.